# Autoroute A 112
Die Autoroute A 112 war eine geplante französische Autobahn, die die Autobahnen A 86 (Pariser Ring) und A 12 zwischen Rueil-Malmaison und Bailly verbinden sollte. Die Gesamtlänge sollte etwa 8,5 km betragen. Die Planungen reichten bis in das Jahr 1990 zurück, das Projekt wurde jedoch aufgegeben.